# 海南市
海南市（日语：／ Kainan shi */?）是位於和歌山縣西北部沿海地區的城市，轄區北部為丘陵地，南部為長峰山脈和藤白山脈的山區。沿海區域有日本製鐵和歌山製鐵所、關西電力海南發電所、JXTG能源的和歌山石油精製多個重工業；北部的黑江地區為紀州漆器的主要產地，同時也利用此項傳統工業發展出觀光產業。

## 人口
| 海南市人口分布圖 |                                               |  |
| 海南市與日本全國年齡別人口分布比較圖 （2005年資料） | 海南市的年齡、男女別人口分布圖 （2005年資料） |  |
| ■紫色是海南市 ■綠色是全国 | ■藍色是男性 ■紅色是女性                       |  |
| 海南市人口變化 \| 1970年 \| 71,200人 \| \| \| 1975年 \| 71,126人 \| \| \| 1980年 \| 69,942人 \| \| \| 1985年 \| 67,218人 \| \| \| 1990年 \| 64,390人 \| \| \| 1995年 \| 62,634人 \| \| \| 2000年 \| 60,373人 \| \| \| 2005年 \| 57,744人 \| \| \| 2010年 \| 54,783人 \| \| \| 2015年 \| 51,860人 \| \| \| 2020年 \| 48,369人 \| \| |                                               |  |
| 資料來源：日本總務省統計中心提供之人口普查數據 |                                               |  |
| 1970年 | 71,200人                                      |  |
| 1975年 | 71,126人                                      |  |
| 1980年 | 69,942人                                      |  |
| 1985年 | 67,218人                                      |  |
| 1990年 | 64,390人                                      |  |
| 1995年 | 62,634人                                      |  |
| 2000年 | 60,373人                                      |  |
| 2005年 | 57,744人                                      |  |
| 2010年 | 54,783人                                      |  |
| 2015年 | 51,860人                                      |  |
| 2020年 | 48,369人                                      |  |

## 歷史
過去由於位於前往熊野三山參拜的紀伊路上而開始發展，在江戶時代為紀州藩領地，同時黑江地區開始發展出製造黑江椀的產業，19世紀末明治維新後，發展為紀州漆器。
1889年日本實施町村制，現在的海南市轄區在當時分屬日方村、內海村、大野村、龜川村、黑江村、巽村、加茂村、大崎町、鹽津村、濱中村、仁義村、中野上村、南野上村、北野上村共14個行政區劃；1934年，位於北部靠海的日方町、內海町、大野村、黑江町合併為最初的海南市，1955年東北部的龜川村、巽村、中野上村、南野上村、北野上村也接著併入海南市，同時南部的其他行政區劃也在1955年合併為下津町。
2005年，海南市與下津町再次整併，合併為新設立的海南市。

### 變遷表
| 1889年4月1日 | 1889年 - 1912年           | 1912年 - 1944年            | 1912年 - 1944年                 | 1945年 - 1954年                 | 1955年 - 1989年           | 1989年 - 現在             | 現在                      |
| ------------ | ------------------------- | -------------------------- | ------------------------------- | ------------------------------- | ------------------------- | ------------------------- | ------------------------- |
| 大崎村       | 大崎村                    | 大崎村                     | 大崎村                          | 1953年2月1日 改制為大崎町       | 1955年2月1日 合併為下津町 | 2005年4月1日 合併為海南市 | 2005年4月1日 合併為海南市 |
| 鹽津村       |                           |                            |                                 |                                 | 1955年2月1日 合併為下津町 | 2005年4月1日 合併為海南市 | 2005年4月1日 合併為海南市 |
| 濱中村       | 濱中村                    | 濱中村                     | 1938年6月1日 改制並改名為下津町 | 1938年6月1日 改制並改名為下津町 | 1955年2月1日 合併為下津町 | 2005年4月1日 合併為海南市 | 2005年4月1日 合併為海南市 |
| 仁義村       |                           |                            |                                 |                                 | 1955年2月1日 合併為下津町 | 2005年4月1日 合併為海南市 | 2005年4月1日 合併為海南市 |
| 加茂村       |                           |                            |                                 |                                 | 1955年2月1日 合併為下津町 | 2005年4月1日 合併為海南市 | 2005年4月1日 合併為海南市 |
| 日方村       | 1896年4月1日 改制為日方町 | 1896年4月1日 改制為日方町  | 1934年5月1日 合併為海南市       | 1934年5月1日 合併為海南市       | 1934年5月1日 合併為海南市 | 2005年4月1日 合併為海南市 | 2005年4月1日 合併為海南市 |
| 內海村       | 內海村                    | 1921年2月11日 改制為內海町 | 1934年5月1日 合併為海南市       | 1934年5月1日 合併為海南市       | 1934年5月1日 合併為海南市 | 2005年4月1日 合併為海南市 | 2005年4月1日 合併為海南市 |
| 大野村       |                           |                            | 1934年5月1日 合併為海南市       | 1934年5月1日 合併為海南市       | 1934年5月1日 合併為海南市 | 2005年4月1日 合併為海南市 | 2005年4月1日 合併為海南市 |
| 黑江村       | 1896年7月7日 改制為黑江町 | 1896年7月7日 改制為黑江町  | 1934年5月1日 合併為海南市       | 1934年5月1日 合併為海南市       | 1934年5月1日 合併為海南市 | 2005年4月1日 合併為海南市 | 2005年4月1日 合併為海南市 |
| 龜川村       | 龜川村                    | 龜川村                     | 龜川村                          | 龜川村                          | 1955年4月10日 併入海南市  | 2005年4月1日 合併為海南市 | 2005年4月1日 合併為海南市 |
| 巽村         |                           |                            |                                 |                                 | 1955年4月10日 併入海南市  | 2005年4月1日 合併為海南市 | 2005年4月1日 合併為海南市 |
| 中野上村     |                           |                            |                                 |                                 | 1955年4月10日 併入海南市  | 2005年4月1日 合併為海南市 | 2005年4月1日 合併為海南市 |
| 南野上村     |                           |                            |                                 |                                 | 1955年4月10日 併入海南市  | 2005年4月1日 合併為海南市 | 2005年4月1日 合併為海南市 |
| 北野上村     |                           |                            |                                 |                                 | 1955年4月10日 併入海南市  | 2005年4月1日 合併為海南市 | 2005年4月1日 合併為海南市 |

## 交通
西日本旅客鐵道紀勢本線沿著海岸通過海南市內的主要市區，同時也是沿著海岸的國道42號，是過去紀伊路所延續至今的道路，是往返海南市市區和下津町地區之間的主要通道。
阪和自動車道也以南北向貫穿轄區中部，經由阪和自動車道，可在一小時內抵達關西國際機場。
市區內的主要鐵路車站是海南車站，過去在南海車站曾還有和歌山軌道線的路面電車可以往北進入和歌山市市區，往東則有野上電氣鐵道可以接往野上町（已在2006年合併為紀美野町），但這兩條路線已經先後在1971年和1994年停止營運。

### 鐵路
- 西日本旅客鐵道
  - 紀勢本線：（←有田市） - 下津車站 - 加茂鄉車站 - 冷水浦車站 - 海南車站 - 黑江車站 - （和歌山市）

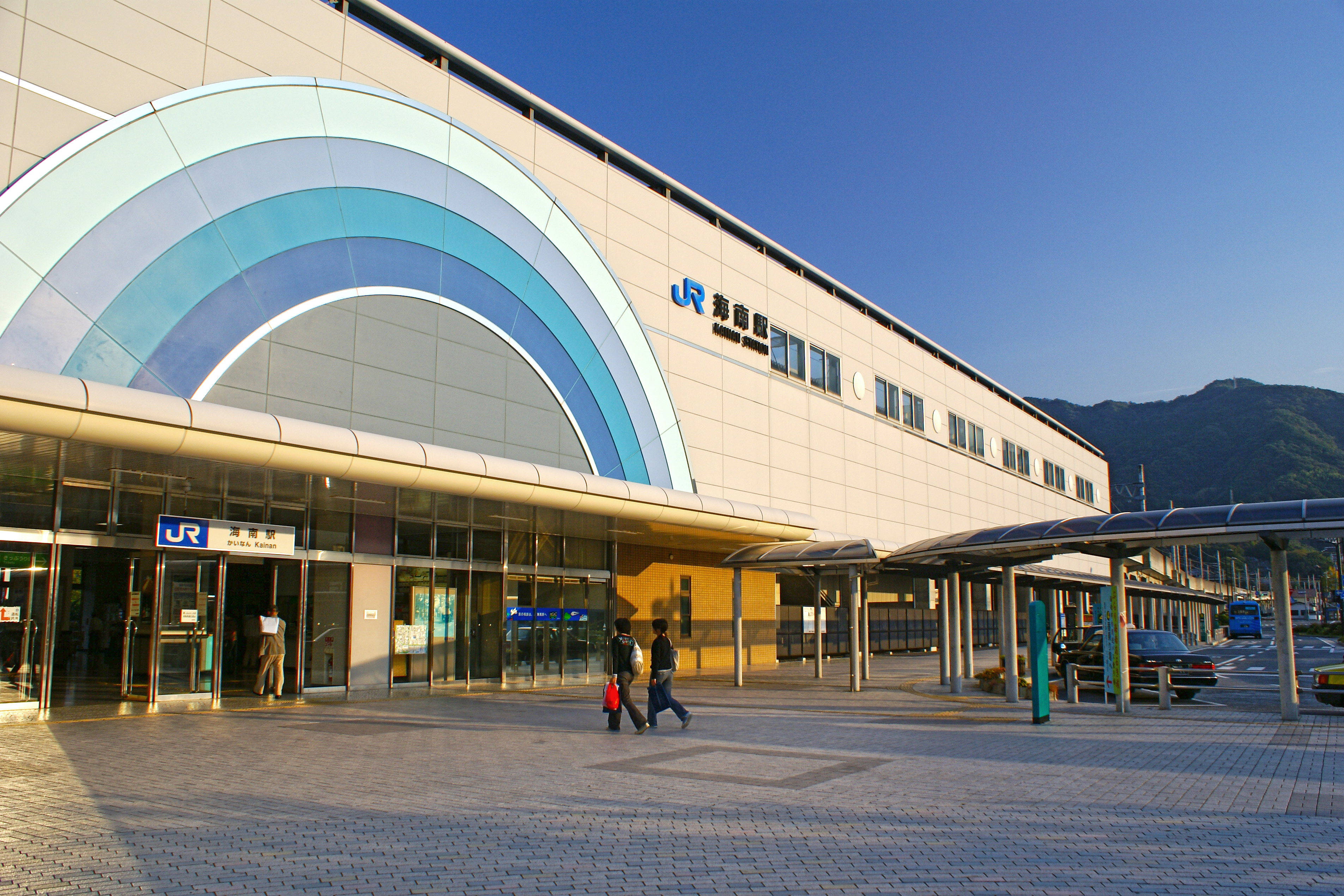
海南車站
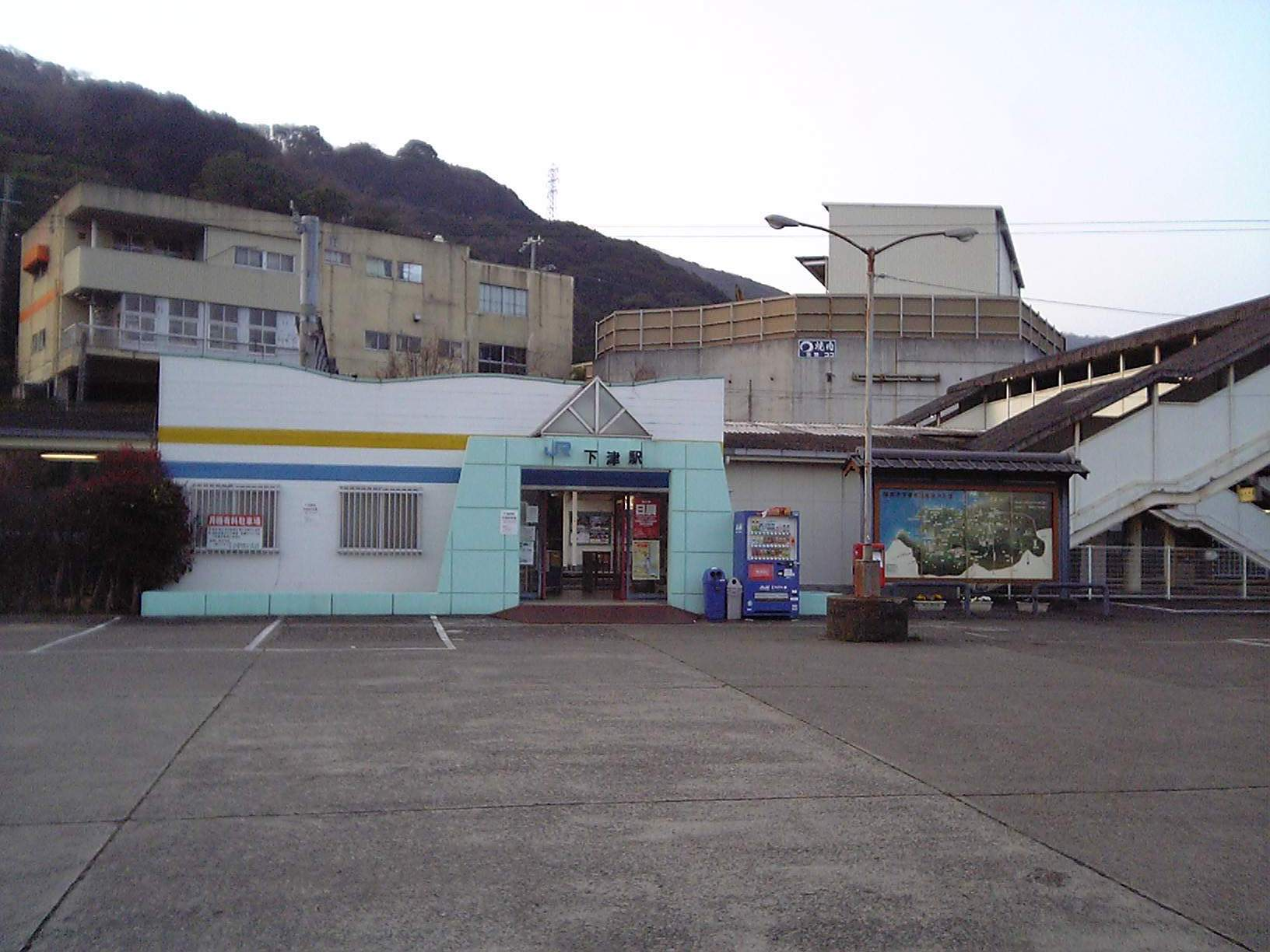
下津車站

### 公路
高速道路
- 阪和自動車道：（和歌山市） - 海南東交流道 - 海南交流道 - 下津交流道 - （有田川町）

## 觀光資源
黑江地區的傳統工藝紀州漆器及周邊的傳統建築街道使得此地區也成為一個觀光景點，在此區域內設有紀州漆器傳統產業會館。
在市區西北部與和歌山市交界處的琴之浦 溫山荘園於1910年代至1920年代之間所建的潮入式池泉回遊庭園，其特色為引入海水，因此庭園內的水位會隨著潮汐變化。
位於市區東部的龜池為18世紀所建的灌溉用人工池，被農林水產省列入蓄水池百選，現連同周邊區域被劃為龜池公園。

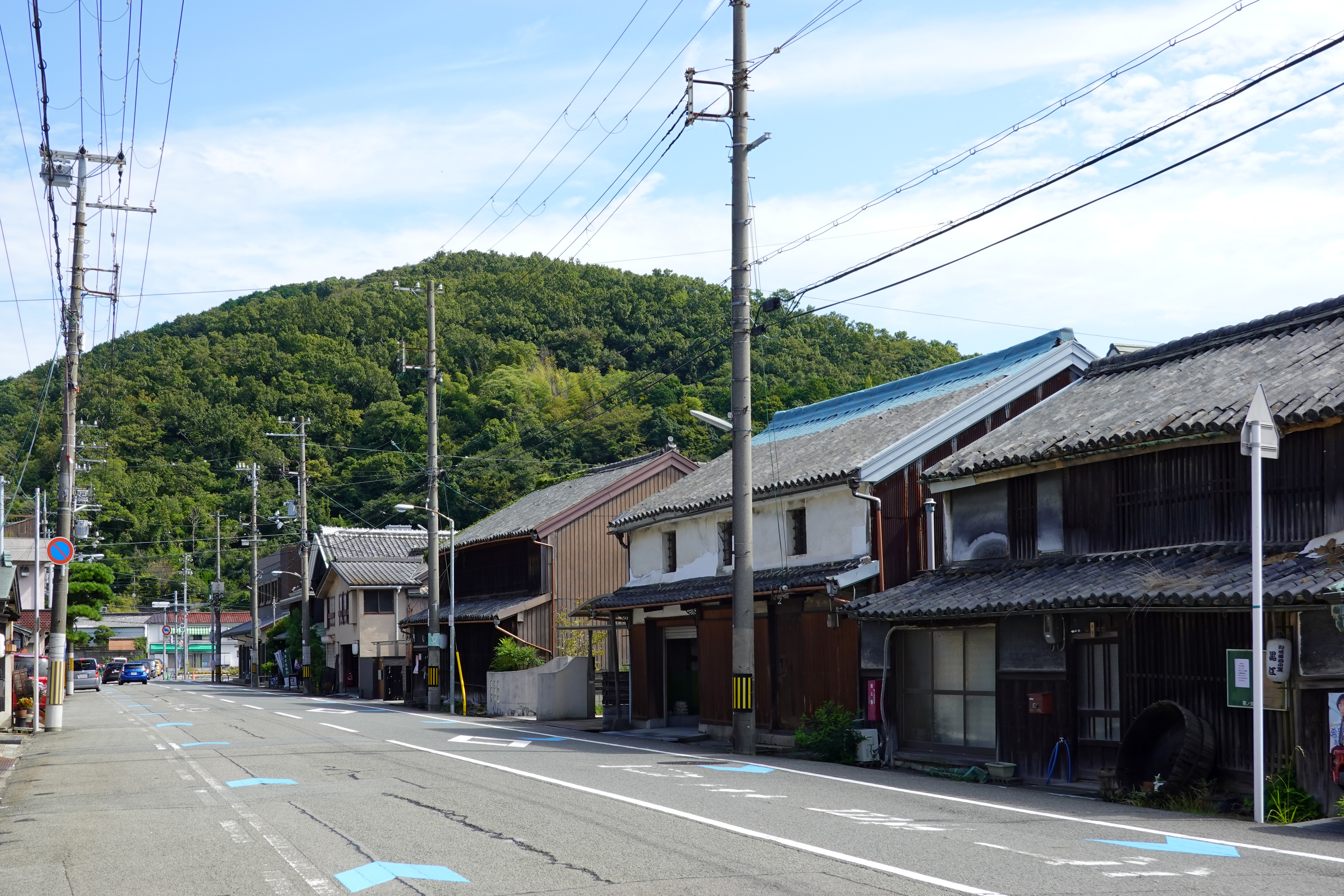
黑江地區的傳統建築街道
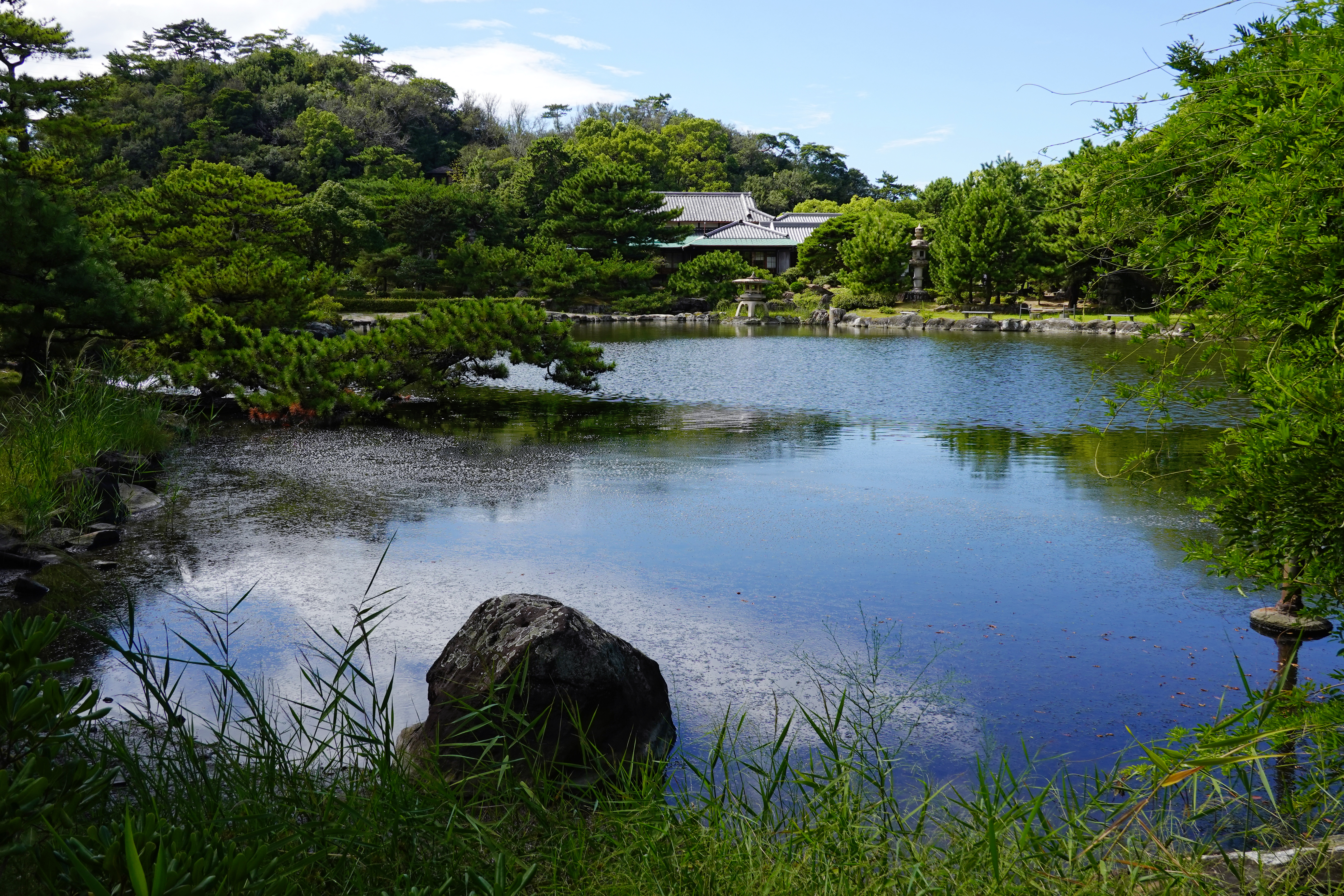
溫山莊園的東池

## 外部連結
- （日語） 海南觀光導航 （页面存档备份，存于）
- （日語） 海南市政府的Facebook專頁